# 牛蒡叶橐吾
牛蒡叶橐吾（学名：Ligularia lapathifolia）为菊科橐吾属下的一个种。产云南西北部、四川西南部。生于海拔1800-3000米的草坡、林下及灌丛中。模式标本采自云南鹤庆（大坪子）。

## 扩展阅读
維基物種上的相關：牛蒡叶橐吾